# TRAPPIST-1
TRAPPIST-1（トラピスト1）は、太陽系からみずがめ座の方角に約40.5光年の距離に位置する、木星よりわずかに大きい程度の半径しか持たない極めて小さな超低温の赤色矮星である。2MASS J23062928-0502285 や K2-112 とも呼称される。周囲に7個の地球型惑星が存在していることが知られており、既知の太陽系外惑星系の中ではケプラー90系に次いで2番目に惑星数が多い惑星系である。このサイズの天体としては初めて惑星系を持つことが確認された。
2015年に、ベルギー・リエージュ大学の天文学者であるミカエル・ギヨン（Michaël Gillon）率いる研究チームはチリのラ・シヤ天文台と、モロッコのウカイムデン天文台に設置されているTRAPPIST（英語: Transiting Planets and Planetesimals Small Telescope）望遠鏡を用いてTRAPPIST-1を公転する3つの惑星を初めて検出した。2017年2月22日、研究チームはさらに4つの惑星の存在を新たに発表した。この観測では主にスピッツァー宇宙望遠鏡と超大型望遠鏡VLTが使用され、この発見でTRAPPIST-1を公転する惑星の総数は7個となった。そのうち3個（e・f・g）は、ハビタブルゾーン内に存在していると考えられている。その他の惑星も表面上のどこかに液体の水を保持できる可能性があり、居住可能な惑星であるかもしれない。定義によっては、最大6個の惑星（c・d・e・f・g・h）が楽観的に想定したハビタブルゾーン内に位置することになり、推定される惑星の平衡温度の範囲は170～330 K（-103～57 ℃）となっている。2018年11月には、研究者らは惑星eは地球に似た海洋を持つ惑星である可能性が最も高いと発表し、「居住性を考慮してさらに研究するための優れた選択肢になる」と述べている。

## 発見と命名

ケプラー宇宙望遠鏡が撮影したTRAPPIST-1の画像

TRAPPIST-1は1999年に2MASS（Two Micron All-Sky Survey）による観測によって発見され、後のカタログに「2MASS J23062928-0502285」という名称で登録された。「J」はユリウス元期、それ以降の数字は赤経・赤緯を意味している。
後にベルギーのリエージュ大学の研究チームがこの恒星についての研究を行い、2015年9月から同年12月にかけて初めてTRAPPIST望遠鏡を用いて観測し、その観測結果をネイチャーの2016年5月号に掲載した。「TRAPPIST」というバクロニムは、カトリックの観想修道会であるトラピスト会（Trappists）と、トラピスト会が製造しているトラピストビールに敬意を表したものである。2MASS J23062928-0502285は、この望遠鏡で発見された最初の太陽系外惑星が公転している恒星であったことから、発見者らはこの恒星に「TRAPPIST-1」という名称を与えた。
惑星は原則として発見された順に主星名の後に小文字のアルファベットがついた名称が与えられ、最初に発見された惑星には「b」、2番目に発見された惑星には「c」を付する、というように命名されていく。TRAPPIST-1系においては最初に3つの惑星が発見され、内側から順にb、c、dと命名された。その後に発見された4つの惑星も同様に、内側からe、f、g、hと命名された。

## 恒星の特徴

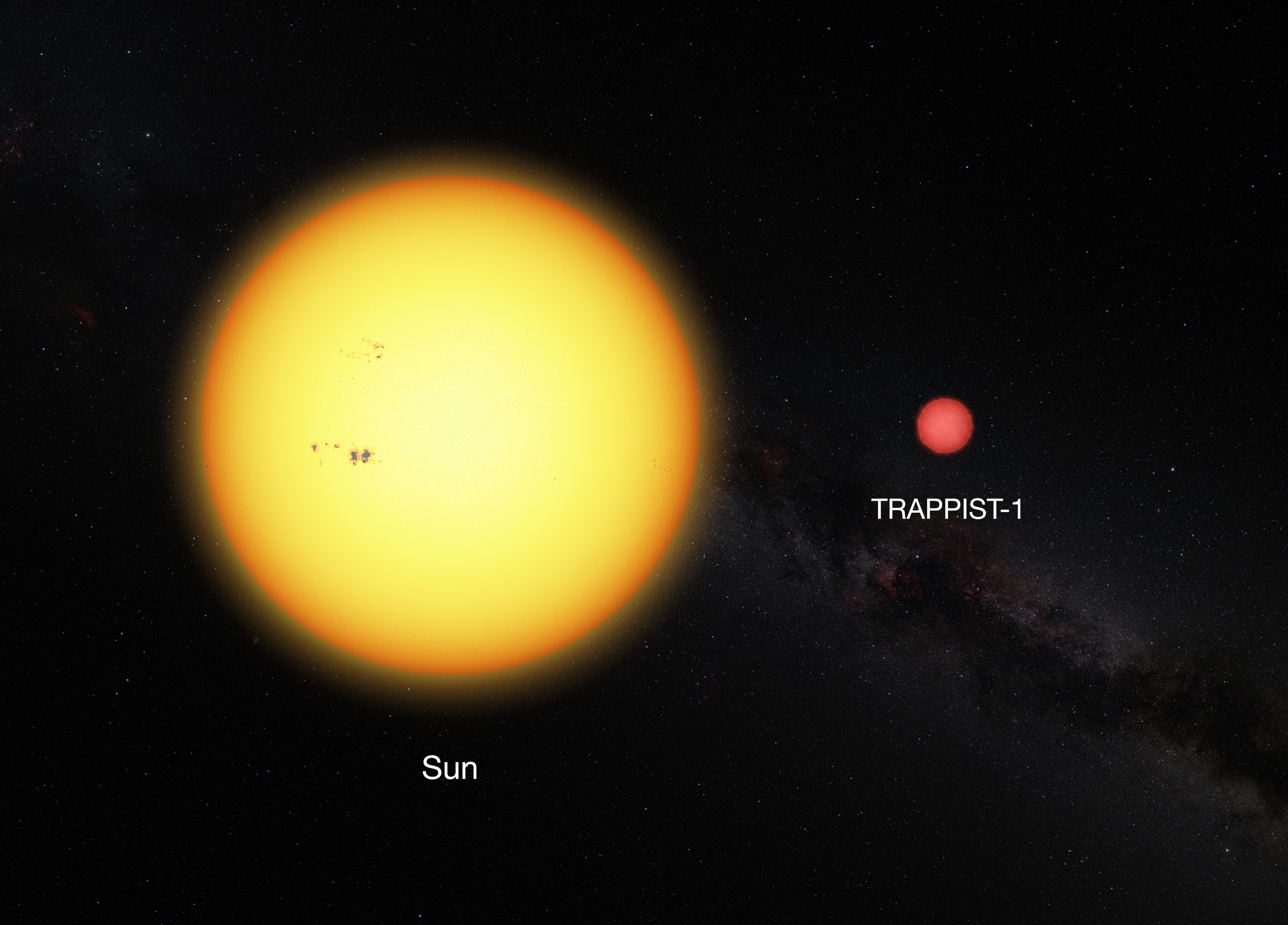
太陽（左）とTRAPPIST-1（右）の大きさの比較

TRAPPIST-1は、スペクトル分類がM8.0 ± 0.5型の赤色矮星で、質量は太陽の約9%、半径は約12%しかない。木星と比較すると半径はわずかに大きい程度だが、質量は約84倍になる。高解像度の光学分光法ではTRAPPIST-1からリチウムの存在を検出することができなかった。これはTRAPPIST-1が非常に低質量の主系列星であることを意味しており、非常に若い褐色矮星ではなく水素による核融合反応を起こしている赤色矮星であることを示唆している。表面温度は2,511 K（2,238 ℃）と赤色矮星の中でも極めて低く、超低温矮星 (Ultra-cool dwarf) といった表現も用いられる。年齢は76 ± 22億年と見積もられている。これと比較して、太陽の表面温度は5,778 K（5,505 ℃）、年齢は約46億年である。ケプラー宇宙望遠鏡の延長ミッションである「K2ミッション」での合計79日間に及ぶTRAPPIST-1の観測で、1日あたり約0.38回という低頻度（恒星活動が活発なスペクトル分類M6 - M9型の赤色矮星と比べると30分の1の頻度）で弱い光学フレアが発生していることが明らかになった。一方で、観測期間の終了直前に単一の強いフレアが発生したことも観測されている。このフレアは、周囲を公転する惑星の大気を定期的に変化させている可能性があり、その場合、惑星表面において生命体の存在にはあまり適さなくなる。TRAPPIST-1の自転周期は約3.3日とされている。
TRAPPIST-1の高解像度スペックル・イメージング画像から、褐色矮星と同等かそれ以上の明るさを持つ伴星は存在しないことが明らかになっている。TRAPPIST-1が単独の恒星ということは、算出された周囲の惑星のトランジット減光率からその惑星の真の大きさを求められるということであり、これによりTRAPPIST-1の周りにある惑星が実際に地球サイズであることが証明された。
TRAPPIST-1のような超低温矮星は最長で12兆年という長大な寿命を持つと考えられている。金属量 [Fe/H] は0.04で、これは金属量が太陽の1.096倍であることを意味している。光度は太陽の0.05%しかなく、そのほとんどは赤外線として放出される。見かけの等級は18.80等級で、肉眼で観望することはできない。

## 惑星系

### 観測の歴史と惑星の特徴

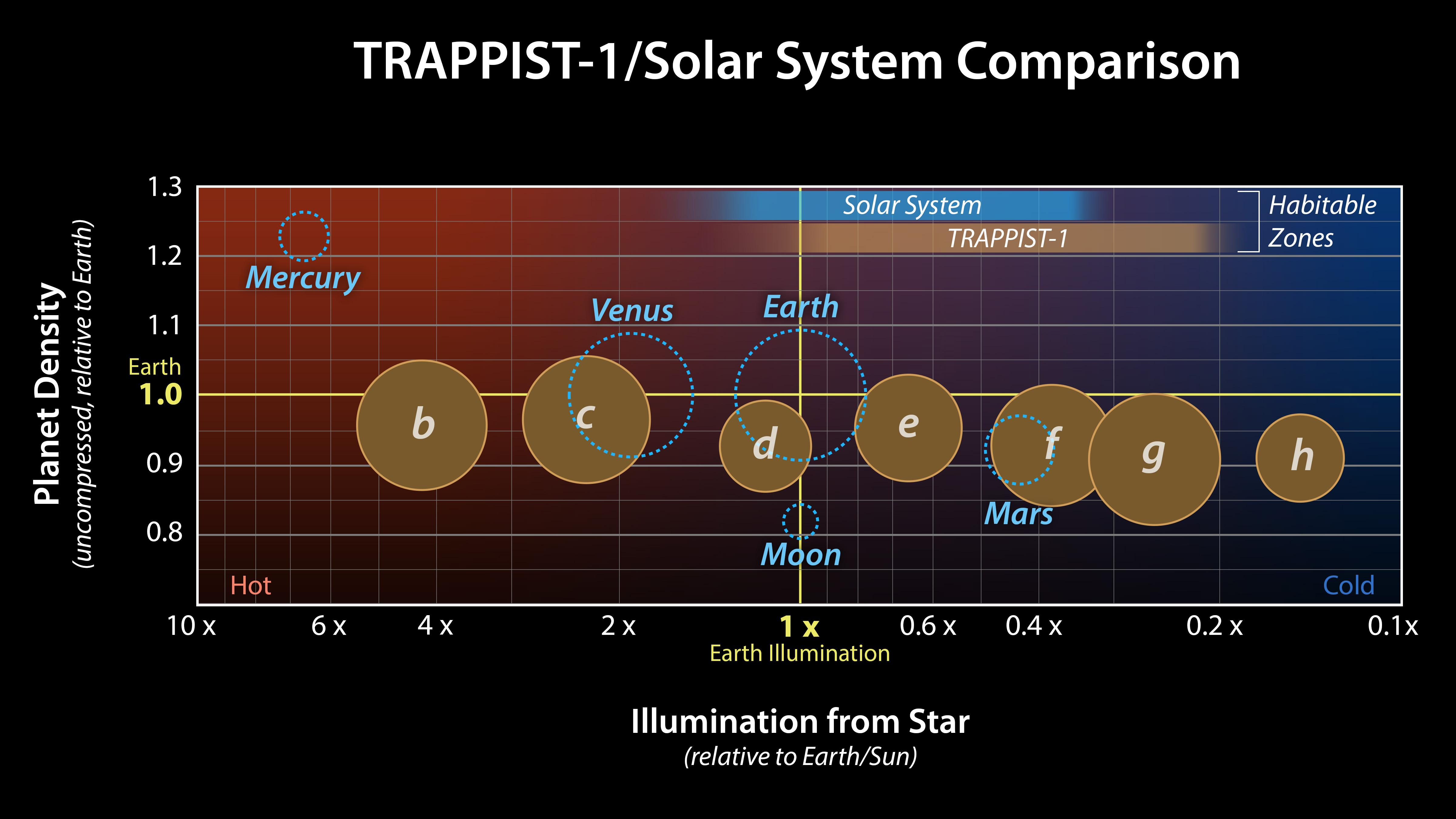
内太陽系の4つの惑星とTRAPPIST-1系の惑星の大きさ、密度、主星から受けるエネルギーの放射量を比較した図。縦軸の密度は、大きい惑星ほど構成している物質を自身の重力で押し込むことで密度が増加することを考慮した「非圧縮密度（Umcompressed density）」の形式で示されている。

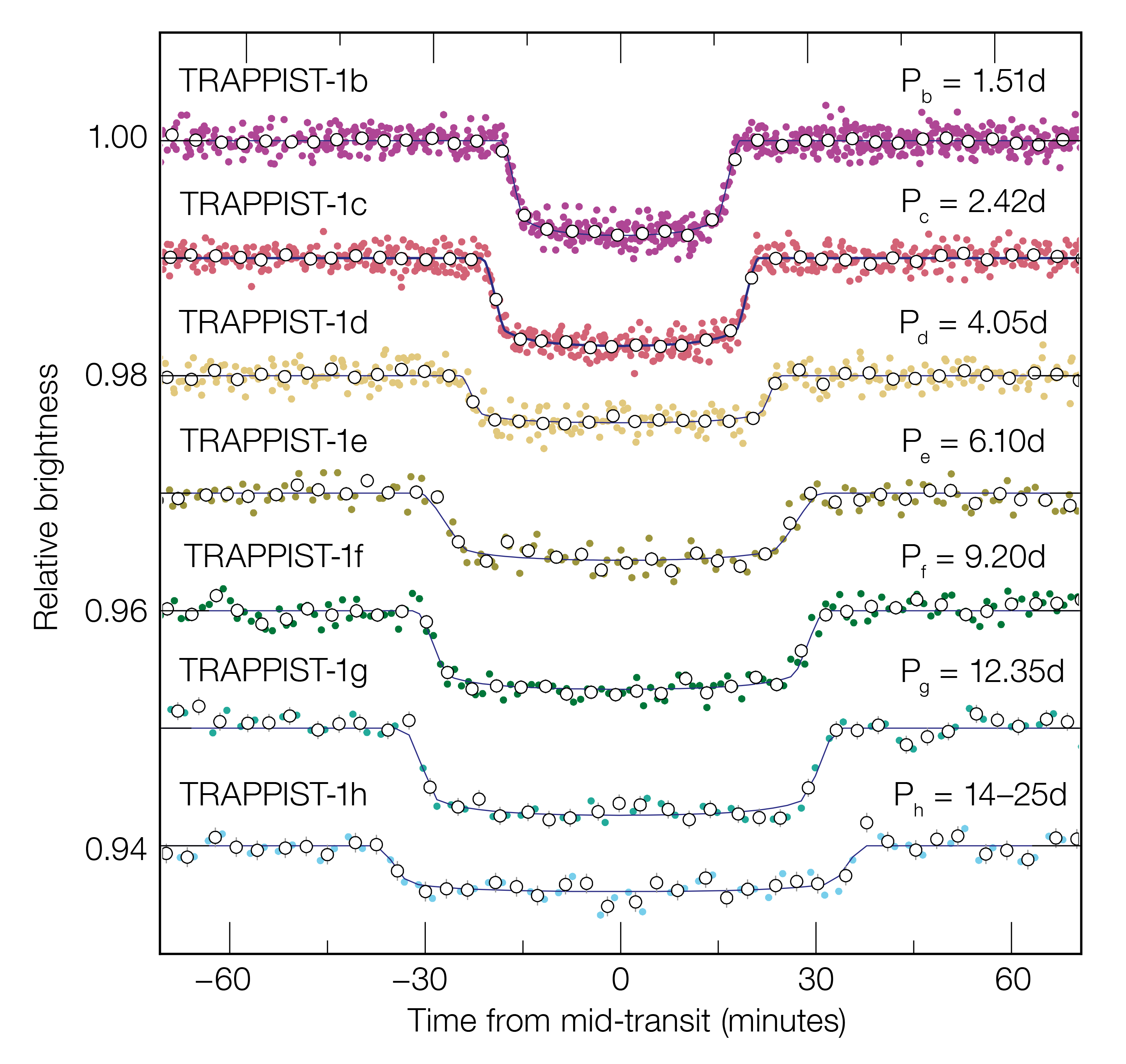
スピッツァー宇宙望遠鏡によって得られた各惑星のトランジット（通過）によるTRAPPIST-1の光度曲線の変化。大きい惑星ほどより暗くなり、主星から離れた惑星ほど減光が長く続く。

2016年5月、ベルギーのリエージュ大学の天文学者ミカエル・ギヨン (Michaël Gillon) のチームにより、チリのアタカマ砂漠のラ・シヤ天文台TRAPPIST (Transiting Planets and Planetesimals Small Telescope) 望遠鏡を用いた観測で、惑星の存在が確認され、2016年5月に科学誌『ネイチャー』にて公開された。トランジット法による観測では3つの地球サイズの惑星が発見された。そのうち内側の2つ（bとc）は自転と公転の同期を起こすほど近く、互いに5:8の軌道共鳴をしている。外側の1つ（dと呼ばれたが、現在のdとは異なる）は、不連続な観測により72.82日離れた2回のトランジットしか観測できなかったため、公転周期は72.82日の1・2・3・4・5・6・7・8・9・14・16分の1のどれかとしか推定できなかった。そのため、液体の水が存在可能なハビタブルゾーンのおそらく外側だが、内部に位置している可能性もあるとされた。

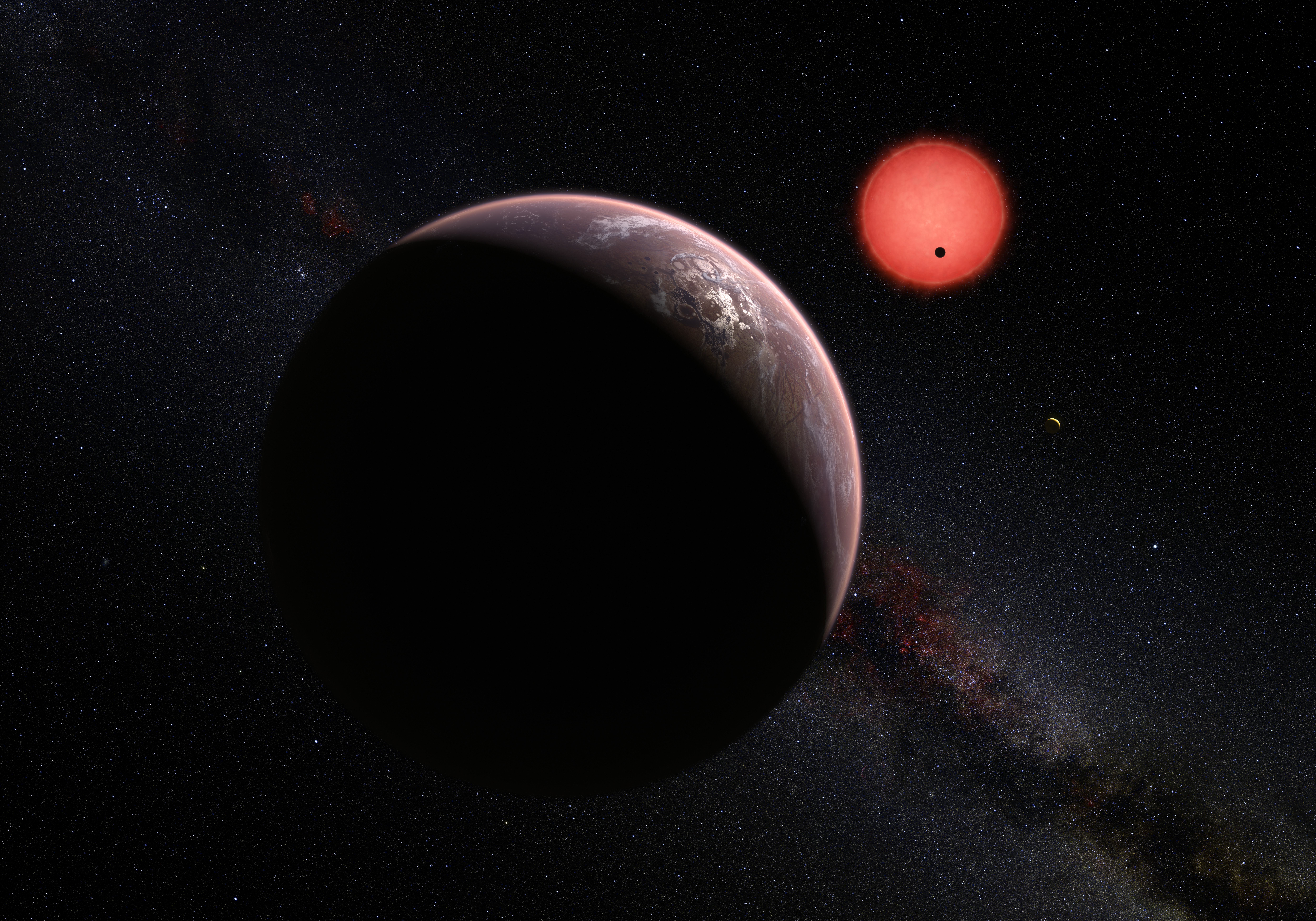
TRAPPIST-1と、当時想定されていた3惑星のイメージ動画
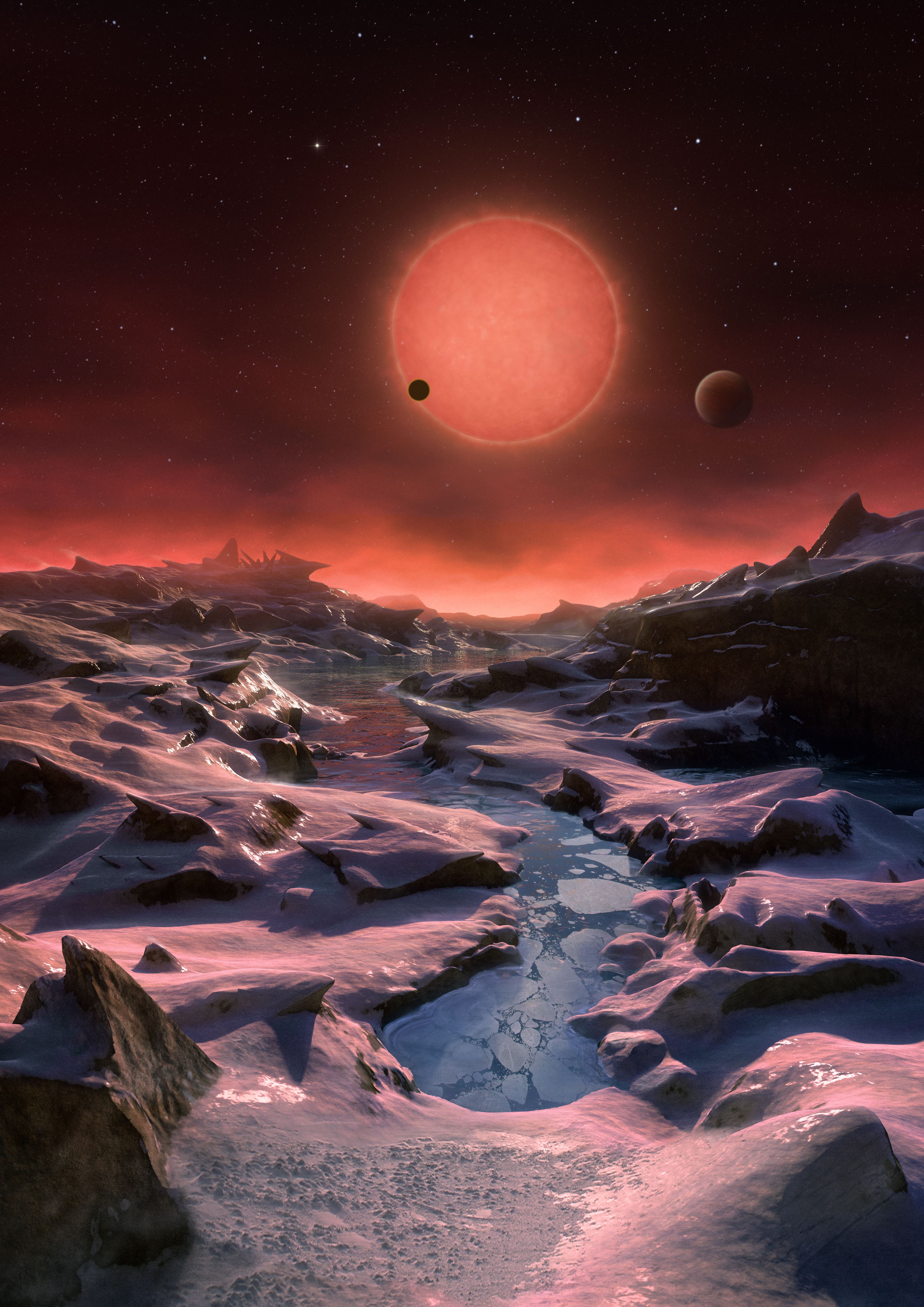
TRAPPIST-1と、当時想定されていた3惑星の想像図
- 当時想定されていた「TRAPPIST-1d」の地表から見た光景の想像図

2016年9月19日から20日間連続で行われたスピッツァー宇宙望遠鏡による観測によって、既に軌道が確定していた惑星bとcに加え、d・e・f・g・hの5惑星、合計7惑星が確認され、2017年2月22日にNatureで発表された。そのうち5惑星（b・c・e・f・g）は地球と似たような大きさで、残る2惑星（d・h）は火星と地球の中間の大きさであるとされた。TRAPPISTで発見されていた「d」は、どの新惑星とも一致していないが、それは、2惑星のトランジットを、同じ惑星の2回のトランジットと誤認したためであった。TRAPPISTは他にも、トランジットと断定できなかった減光をいくつか検出していたが、それらを含め、d・e・f・gの4惑星と対応づけられた。一番外側のhはスピッツァーで始めて観測された新惑星だが、当時はまだ1回しか観測できておらず、軌道は大まかにしかわからなかった。これらのうち3惑星（d・e・f）は、TRAPPIST-1のハビタブルゾーン内を公転している。
TRAPPIST-1系の惑星の軌道は非常に平坦でコンパクトな構造になっており、TRAPPIST-1の7つの惑星全てが太陽系における水星軌道よりも遥かに主星に近い距離を公転している。木星系と比較すると、bを除く6個はガリレオ衛星が存在している距離よりも遠くに位置しているが、それでもその他のほとんどの木星の衛星と比べると主星より近い位置にある。bとcの軌道の間隔は、地球から月までの距離のわずか1.6倍しかなく、惑星表面から空を見上げると互いに別の惑星を観望することができるとされ、場合によってはそれが地球から見た月の大きさよりも数倍大きく見えることもある。最も外側にあるhでさえ、公転周期はわずか18.8日しかなく、最も内側のbはたった1.5日で軌道を一周する。

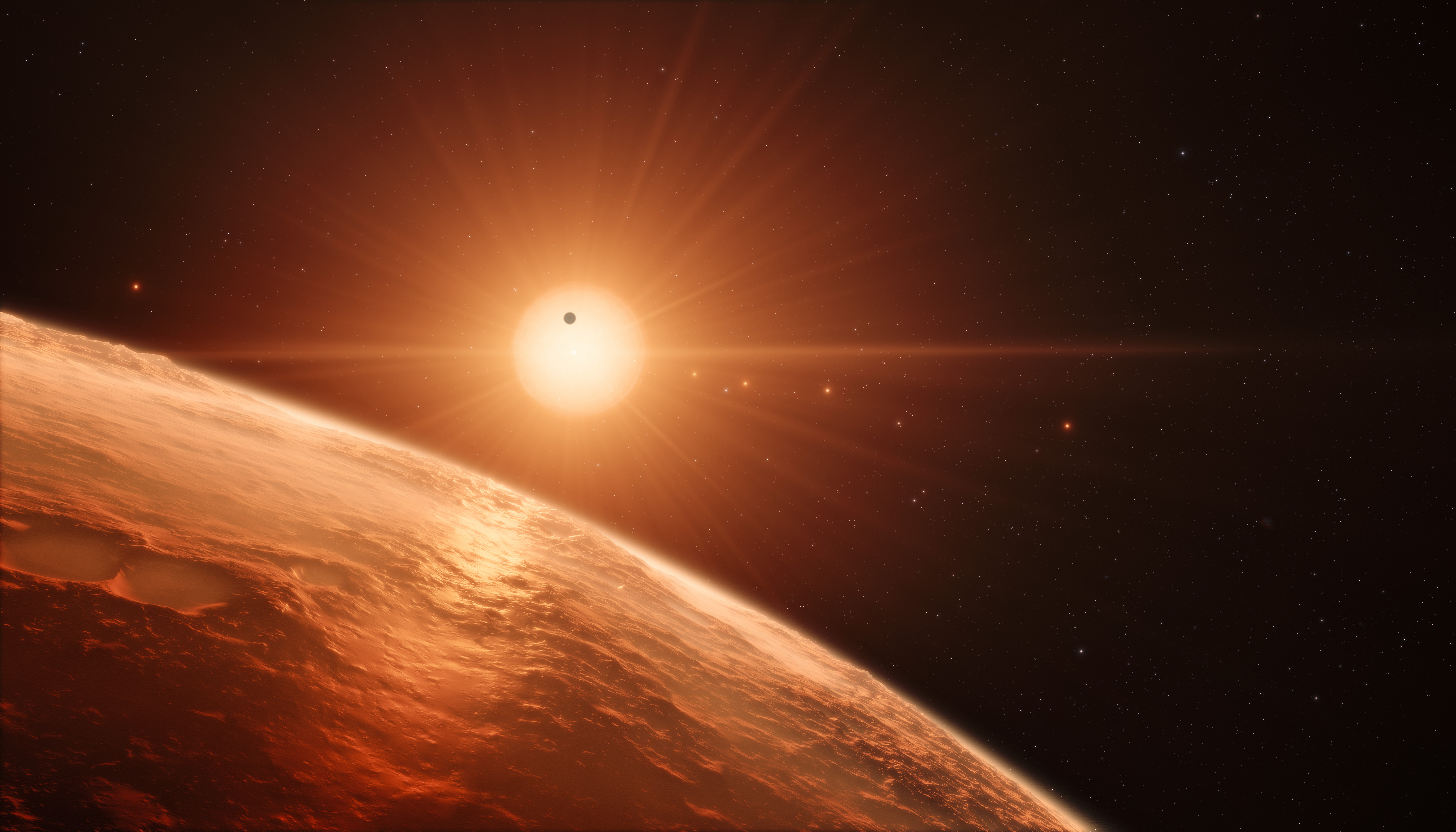
当時描かれた、TRAPPIST-1系の想像図
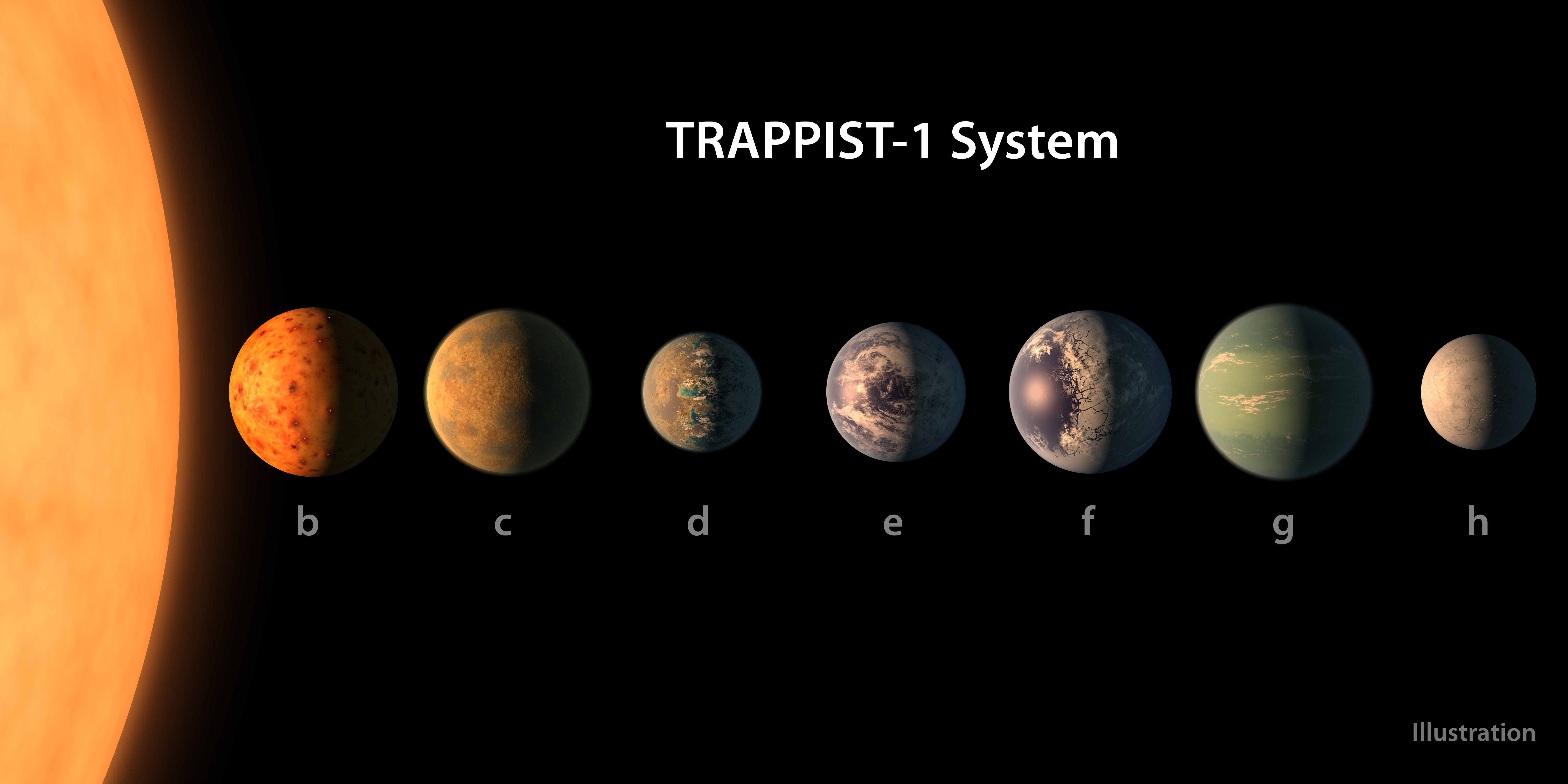
当時描かれた、TRAPPIST-1系の惑星の想像図
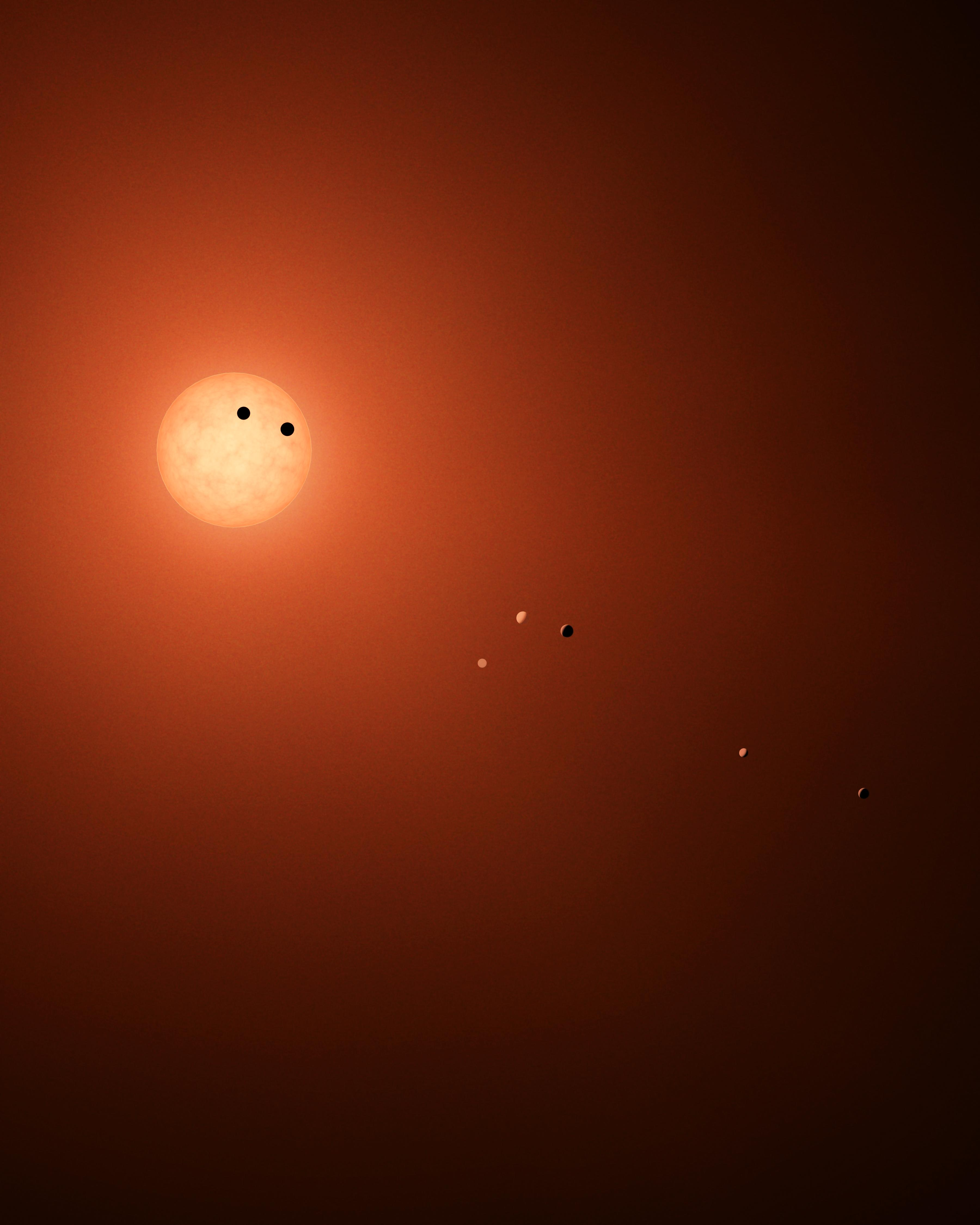
当時描かれた、TRAPPIST-1と、その周りを巡る7個の惑星の想像図
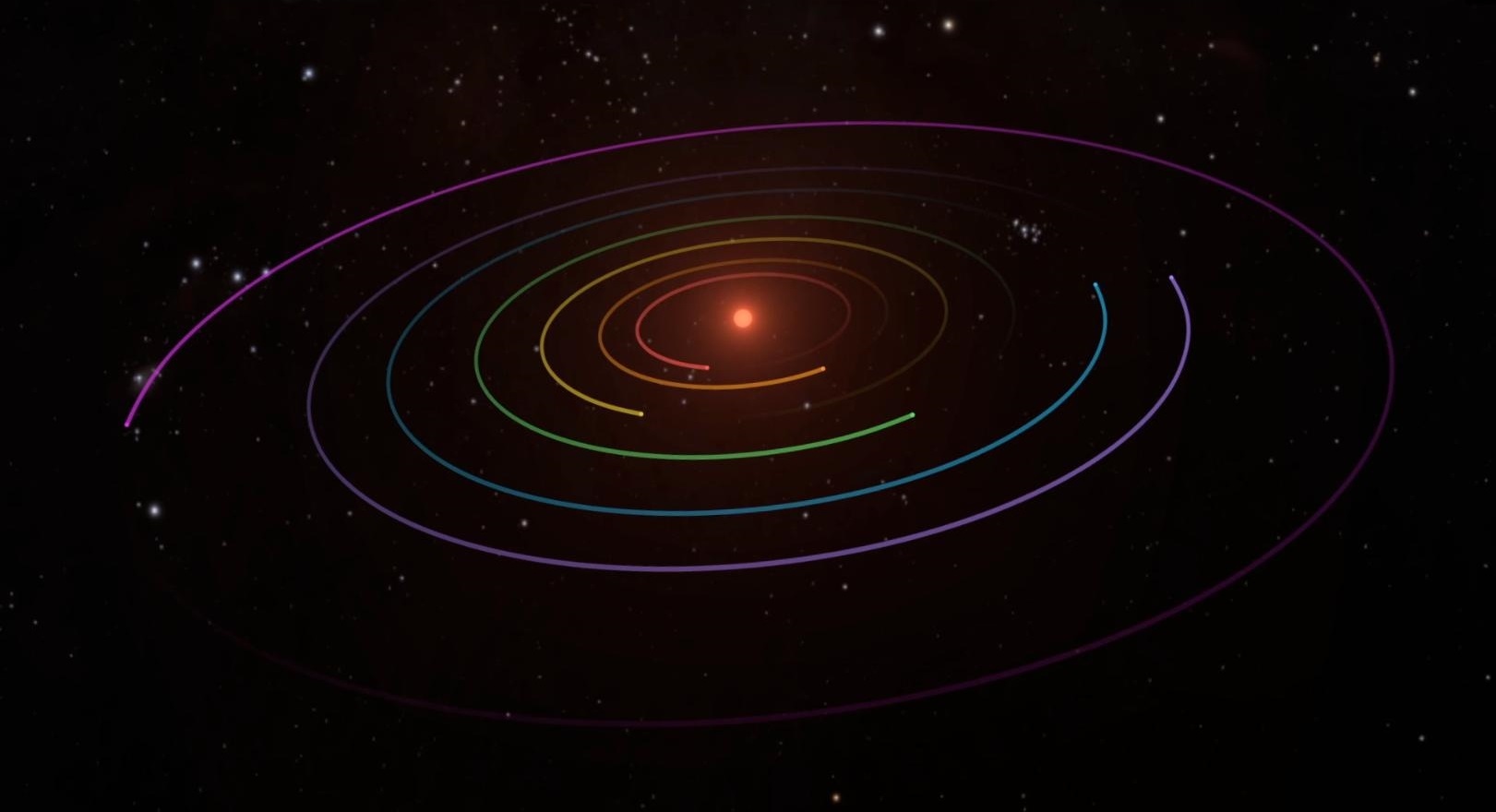
TRAPPIST-1の惑星の軌道図

惑星同士は非常に間隔が狭く、互いに及ぼす重力の作用も大きいため、TRAPPIST-1系のほぼ全ての惑星は軌道共鳴に近い関係にある。最も内側のbが軌道を8回公転している間に、cは5回、dは3回、eは2回軌道を公転している（詳細は後節を参照）。また、互いの他の惑星への重力作用はトランジットタイミング変動（TTV）を発生させ、他の惑星の公転周期を1分未満から30分以上の範囲で変動させている。TTVの観測により、研究者らは最も外側のhを除く6個の惑星の質量を計算から求めることに成功した。この6個の惑星の総質量はTRAPPIST-1の約0.02%で、これは木星とガリレオ衛星の質量比に近く、その形成過程が似通っていることを示唆していると考えられている。これらの6つの惑星の密度は地球の約0.60倍から約1.17倍とされ、その組成が主に岩石から成っていることを示しているが、質量と密度の値に不確実性が大きく、その密度の値（地球の0.60 ± 0.17倍）から氷の層や広がった大気の存在を「支持」することができる惑星fを除いた5個の惑星に相当量の揮発性物質が含まれているかどうかを示すことはできなかった。
2017年2月18日から3月27日にかけて、天文学者らの研究グループがスピッツァー宇宙望遠鏡を用いて行ったTRAPPIST-1系の観測によって、TRAPPIST-1の特性に関するパラメーターが新たに更新され、これを用いて7つの惑星の軌道および物理的特性のパラメーターの精度が向上された。この研究結果は2018年1月9日に発表された。惑星の新たな質量推定値は算出できなかったが、非常に不確実性が小さい軌道要素と半径の測定値を求めることに成功した。
2017年8月31日、ハッブル宇宙望遠鏡を使用して観測を行った研究チームは、TRAPPIST-1の外側の惑星（どの惑星かまでは特定できなかった）に水が存在しうる証拠を初めて発見したと発表した。
2018年2月5日には、ハッブル宇宙望遠鏡、ケプラー宇宙望遠鏡、スピッツァー宇宙望遠鏡、そしてヨーロッパ南天天文台（ESO）のSPECULOOS望遠鏡による観測で導き出された、これまでで最も精密なTRAPPIST-1系のパラメーターが公表され、これまで誤差が大きかった7つの惑星の質量や密度、表面重力の値が詳しく求められ、具体的な組成も予測できるようになった。7つの惑星の質量は地球の0.3倍から1.16倍、密度は0.62倍から1.02倍（3.4 g/cm3から5.6 g/cm3）の範囲に収まっている。これらの値から、cとeはほぼ完全に岩石で構成されるが、それ以外の5惑星は、揮発性物質が海、氷、厚い大気のいずれかの形態として存在している可能性が示された。dでは、惑星の質量の約5%を液体の水が占めている可能性があり、これは地球の質量に対する水の割合の250倍にも及ぶ。一方で、fとgでは表面温度が低いため、水は氷として存在しているとされている。また、eは7惑星の中で唯一地球よりも密度が高く、岩石と鉄から構成されている事が示されている。しかし、2020年10月に発表された研究では、TRAPPIST-1系の7つの惑星全ての密度は地球より小さいとする結果が得られている。大気モデリングからは、bの大気は暴走温室効果を起こしている可能性が高く、推定101から104 barもの大気圧がある水蒸気から成る大気を持つことが示唆された。
2020年初頭に、東京工業大学の研究グループなどによってすばる望遠鏡を用いて行ったTRAPPIST-1のスペクトル観測の結果が報告された。観測を行った2018年8月31日は、3つの惑星がトランジット（通過）を起こした。この観測の結果、惑星の公転面は主星の自転軸に対して太陽系と同じようにほぼ垂直になっており、TRAPPIST-1の惑星の公転面に対する赤道傾斜角は19+13
−15度であると求められた。複数の惑星の公転面と主星の自転軸がほぼ垂直の状態で揃っているということは、TRAPPIST-1系の惑星はほぼ同一平面上で形成され、それ以降大きく軌道が変化してないことを意味している。このような惑星の公転面の傾きが求められた事例は過去にもあるが、地球サイズの岩石惑星に限るとこれが史上初めてであった。

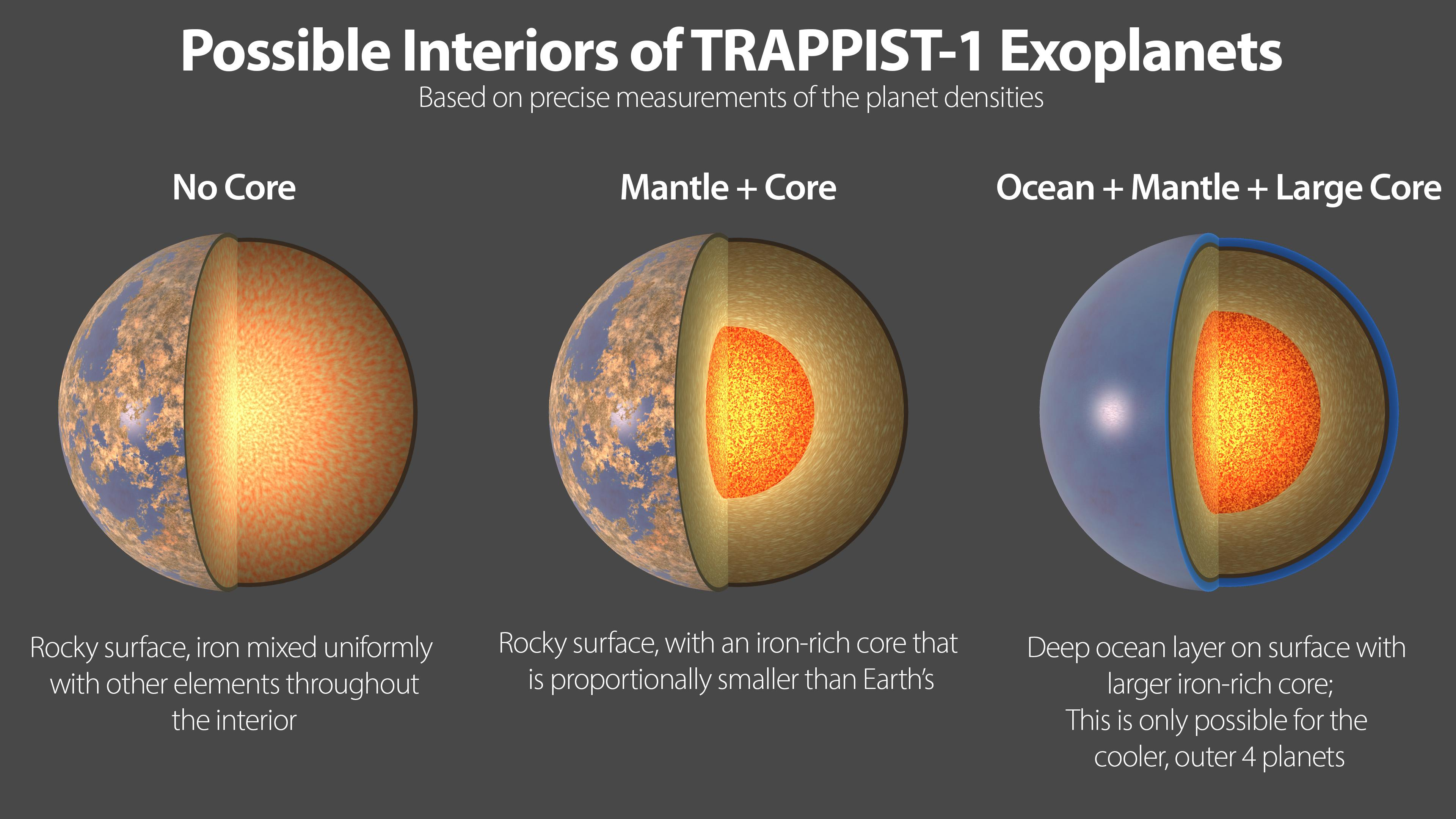
測定された密度から予想される、3通りのTRAPPIST-1系の惑星の内部構造

ワシントン大学の天体物理学者 Eric Agol が率いる研究チームが地上からの観測、ハッブル宇宙望遠鏡、そしてケプラー宇宙望遠鏡によるK2ミッションの観測データなどを組み合わせた結果、これまでで最も詳細なTRAPPIST-1系の惑星の密度に関する測定結果が得られ、その研究結果が2020年10月にarXivにて公開、2021年1月には The Planetary Science Journal に掲載された。この研究により、TRAPPIST-1系の7個の惑星は全て地球よりやや密度が小さいことが判明した。密度の値から考えると、TRAPPIST-1系の惑星は太陽系の地球型惑星と同様に、鉄や酸素、マグネシウム、ケイ素などで構成されているとみられるが、この場合、その比率が地球と異なっていることが示された。TRAPPIST-1系の惑星が地球より密度が小さい原因として、地球と同様の組成を持つが地球よりも鉄の含有量が少ない可能性と、大気に大量の酸素が含まれていることで生成される酸化鉄の影響である可能性が挙げれており、仮に後者が正しければ、TRAPPIST-1系の惑星内部には鉄で構成された核が存在しないことになる。これら以外に、全ての惑星の表面に大量の水が存在していることで密度が小さくなっているという推測もあるが、内側3個の惑星は温度が比較的高いことから、水は液体ではなく大気中の水蒸気として存在する必要があり、7個の惑星全てが何らかの形で大量の水を保持することは難しいと考えられている。

### 惑星系のデータ

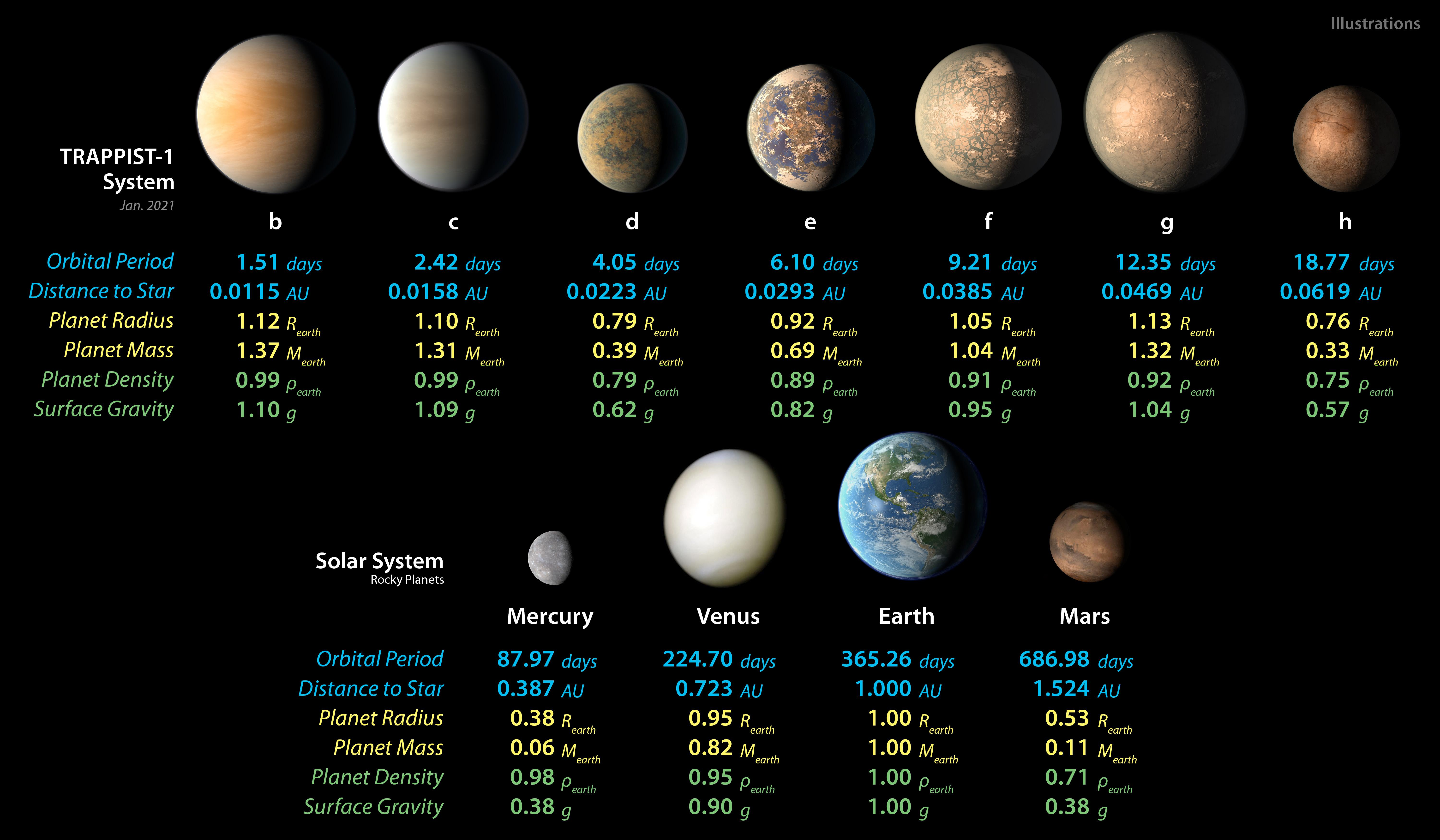
水星、金星、地球、火星とTRAPPIST-1系の惑星の公転周期、主星からの距離、半径、質量、密度、表面重力を表した画像。TRAPPIST-1系の惑星の見た目は利用可能なデータに基づいて描かれた想像図である。
（データは2021年1月上旬時点のもの）

| 名称 （恒星に近い順） | 質量               | 軌道長半径 （天文単位）  | 公転周期 (日)           | 軌道離心率        | 軌道傾斜角      | 半径                  |
| --------------------- | ------------------ | ------------------------ | ----------------------- | ----------------- | --------------- | --------------------- |
| b                     | 1.3771 ± 0.0593 M⊕ | 0.01154775 ± 0.000000057 | 1.51088432 ± 0.00000015 | 0.00622 ± 0.00304 | 89.728 ± 0.165° | 1.116+0.014 −0.012 R⊕ |
| c                     | 1.3105 ± 0.0453 M⊕ | 0.01581512 ± 0.00000015  | 2.42179346 ± 0.00000023 | 0.00654 ± 0.00188 | 89.778 ± 0.118° | 1.097+0.014 −0.012 R⊕ |
| d                     | 0.3885 ± 0.0074 M⊕ | 0.02228038 ± 0.00000044  | 4.04978035 ± 0.00000256 | 0.00837 ± 0.00093 | 89.896 ± 0.077° | 0.788+0.011 −0.010 R⊕ |
| e                     | 0.6932 ± 0.0128 M⊕ | 0.02928285 ± 0.00000034  | 6.09956479 ± 0.00000178 | 0.00510 ± 0.00058 | 89.793 ± 0.048° | 0.920+0.013 −0.012 R⊕ |
| f                     | 1.0411 ± 0.0155 M⊕ | 0.03853361 ± 0.00000048  | 9.20659399 ± 0.00000212 | 0.01007 ± 0.00068 | 89.740 ± 0.019° | 1.045+0.013 −0.012 R⊕ |
| g                     | 1.3238 ± 0.0171 M⊕ | 0.04687692 ± 0.00000032  | 12.3535557 ± 0.00000341 | 0.00208 ± 0.00058 | 89.742 ± 0.012° | 1.129+0.015 −0.013 R⊕ |
| h                     | 0.3261 ± 0.0186 M⊕ | 0.06193488 ± 0.00000080  | 18.7672745 ± 0.00001876 | 0.00567 ± 0.00121 | 89.805 ± 0.013° | 0.755 ± 0.014 R⊕      |
| i (未確認)            | —                  | —                        | 25.345 または 28.699    | —                 | —               | —                     |

| 名称 （恒星に近い順） | 放射束 （S⊕）      | 平衡温度 （ボンドアルベドは無いと仮定）                                                              | 表面重力 （G） | 公転周期の比 （bとの比） | 公転周期の比 （一つ内側の惑星との比） | ESI  |
| --------------------- | ------------------ | --- | -------------- | ------------------------ | ------------------------------------- | ---- |
| b                     | 4.153+0.161 −0.159 | 397.6 ± 3.8 K（124.45 ± 3.80 ℃） ≥1,400 K（大気中、≥1,127 ℃） 750 - 1,500 K（表面上、477 - 1,227 ℃） | 1.102 ± 0.052  | 1:1                      | 1:1                                   | 0.55 |
| c                     | 2.214+0.086 −0.085 | 339.7 ± 3.3 K（66.55 ± 3.30 ℃）                                                                      | 1.086 ± 0.043  | 5:8                      | 5:8                                   | 0.71 |
| d                     | 1.115 ± 0.043      | 286.2 ± 2.8 K（13.05 ± 2.80 ℃）                                                                      | 0.624 ± 0.019  | 3:8                      | 3:5                                   | 0.90 |
| e                     | 0.646 ± 0.025      | 249.7 ± 2.4 K（-23.45 ± 2.40 ℃）                                                                     | 0.817 ± 0.024  | 1:4                      | 2:3                                   | 0.85 |
| f                     | 0.373+0.015 −0.014 | 217.7 ± 2.1 K（-55.45 ± 2.10 ℃）                                                                     | 0.951 ± 0.024  | 1:6                      | 2:3                                   | 0.68 |
| g                     | 0.252 ± 0.010      | 197.3 ± 1.9 K（-75.85 ± 1.90 ℃）                                                                     | 1.035 ± 0.026  | 1:8                      | 3:4                                   | 0.58 |
| h                     | 0.144 ± 0.006      | 171.7 ± 1.7 K（-101.45 ± 1.70 ℃）                                                                    | 0.570 ± 0.038  | 1:12                     | 2:3                                   | 0.47 |

### 軌道共鳴

2016年にスピッツァー宇宙望遠鏡によって記録された、9月から10月にかけての20日間に渡るTRAPPIST-1系の惑星のトランジット

TRAPPIST-1系の惑星は、全ての惑星間がラプラス共鳴（平均運動共鳴）に近い関係にあるという複雑な連鎖運動を起こしている。各惑星の公転周期は最も内側のbを基準にすると、内側から外側へ順に24：24、15：24、9：24、6：24、4：24、3：24、2：24となっており、一つ内側の惑星を基準にするとほぼ5：8、3：5、2：3、2：3、3：4、2：3に近い整数比となる。既知の太陽系外惑星系の中ではTRAPPIST-1系が軌道共鳴に近い関係が最も長く連鎖する惑星系であり、このことからTRAPPIST-1系の惑星は現在よりも外側で形成され、原始惑星系円盤内で他の惑星と相互作用を起こしたことで内側の軌道へと移動してきたと考えられている。
TRAPPIST-1系で見つかったのと同様の軌道共鳴の関係はほとんどの場合では不安定になり、ある惑星が別の惑星のヒル球内に入り込んだり、惑星系外へと放り出されてしまうことがある。しかし、例えば原始惑星系円盤内での相互作用が減衰されることにより、かなり安定した状態で惑星が移動する可能性もあることが知られている。
軌道共鳴と音楽理論における整数比の関係は密接に対応させることができるため、TRAPPIST-1系の惑星の運動を音楽へ変換する試みが行われている。

### 惑星系の形成
Chris Ormelらの研究グループによると、以前の惑星形成理論モデルでは非常にコンパクトな構造になっているTRAPPIST-1系の形成を説明することが出来ない。現在の領域で惑星が形成されるには高濃度のガス円盤が存在していた必要があり、さらに軌道共鳴の関係を容易に説明することができなかった。一方で惑星が雪線（凍結線）よりも外側になると、地球と同じような質量を持ち、地球型の特性を持った惑星の形成を説明できなくなる。研究グループは、小石サイズの粒子がストリーミング不安定性を引き起こす雪線で惑星の形成が始まり、原始惑星が小石サイズの粒子の降着によって急速に成長するという新たな形成シナリオを提案した。惑星が地球質量に達するとガス円盤に対して摂動を引き起こし、小石が惑星に対して内向きに吹き流れなくなり成長が止まる。その後、惑星はタイプI移動によって円盤の内側へと移動していくが、やがて磁気圏空洞（magnetospheric cavity）と呼ばれる領域で失速し始め、最終的に平均運動共鳴の関係となって落ち着く。このシナリオでは、かなりの割合（約10%）の水を含んだ惑星の形成され、初めは最も内側の惑星と最も外側の惑星で水の割合が最大になると予測されている。

### 潮汐固定
TRAPPIST-1系の7つの惑星は全て潮汐固定（自転と公転の同期、惑星の片側を恒久的に主星に向けている状態）されている可能性が高く、表面での生命体の進化を困難にさせていることが示唆されている。また、可能性は低いが、一部の惑星には水星でみられるような自転・軌道共鳴（spin-orbit resonance）が生じているかもしれない。潮汐固定されている惑星は通常、恒久的に主星からの光に照らされた昼側と恒久的に暗い夜側の間に非常に大きな温度差が生じたことで惑星全体を周回する非常に強い風を発生させる可能性がある。生命体が生息するのにとって最適な領域は昼側と夜側の間である明暗境界線の近くになるかもしれない。もう1つの可能性として、7つの惑星間の強い相互作用によって惑星の自転と公転が事実上の非同期状態になり、惑星の表面全体が主星に照らされている可能性がある。

### 潮汐加熱
TRAPPIST-1系の惑星において潮汐加熱は重要であると予測されている。fとhを除く5惑星には地球の総熱流束を超える潮汐熱流束があると予想されている。bとcは、惑星同士の潮汐によって岩石質のマントルの内部にマグマオーシャンを維持させるのに十分な加熱を経験しているとされており、特にcは、その表面にケイ酸塩のマグマを噴出する火山があるかもしれない。d、e、fの潮汐熱流束は他の惑星と比べると低いが、それでも地球の平均熱流束の20倍もあるとみられている。

### 考えられる強力なX線と紫外線放射が惑星系に及ぼす影響
2017年、Emeline Bolmont らの研究チームは、TRAPPIST-1によるbとcの遠紫外線（FUV）および極紫外線（EUV / XUV）照射で予測される影響のモデル化を行った。彼らのモデル結果によると、2惑星は初期の水の含有量に応じて、地球上の海洋に含まれる量の15倍分の水を失った可能性が示唆されている（実際の損失量はさらに少ないとみられている）。それにもかかわらず、2惑星は元々は居住可能であり続けるのに十分な水を保持していた可能性があり、より外側を周回する惑星が失う水の量はさらに少ないと予測された。
しかし、その後の Peter Wheatley らによるXMM-Newtonを用いて行われた研究で、TRAPPIST-1が自身よりも遥かに大きい太陽に匹敵するレベルのX線を放射しており、Bolmontらが想定したレベルの50倍もの極紫外線が放射されていることが判明した。このことから、WheatlyらはTRAPPIST-1のハビタブルゾーンにある、地球サイズの惑星の一次大気もしくは二次大気が大幅に変化していると予測している。しかし、この研究結果では「惑星大気の放射物理学と流体力学を無視」しており、大気への影響はかなり過大評価されている可能性があるとも述べられている。確かに、極紫外線による非常に厚い水素とヘリウムから成る一次大気の散逸は、実際には惑星に居住性をもたらすのに必要となるかもしれない。また高レベルの極紫外線は、Bolmontらによる予測よりも惑星dにおいて水が保持される可能性を低くすると予想されるが、高レベルの放射を受けている惑星であっても、潮汐固定された惑星の極域または夜側のコールドトラップに水が残される可能性がある。
TRAPPIST-1のハビタブルゾーンにある惑星にオゾン層による保護機能を備えた地球のような高密度の大気が存在する場合、表面の紫外線環境は現在の地球と同じような感じになると考えられている。 しかし惑星の大気が無酸素大気（Anoxic atmosphere）であるならば、より多くの紫外線が地表に到達するようになり、紫外線に対して非常に耐性のある陸上の極限環境微生物であっても厳しい表面環境になってしまう。将来の観測でTRAPPIST-1系の惑星の1つからオゾンが検出された場合、その惑星は地球外生命探査における主要候補となるだろう。

### 惑星大気の分光観測

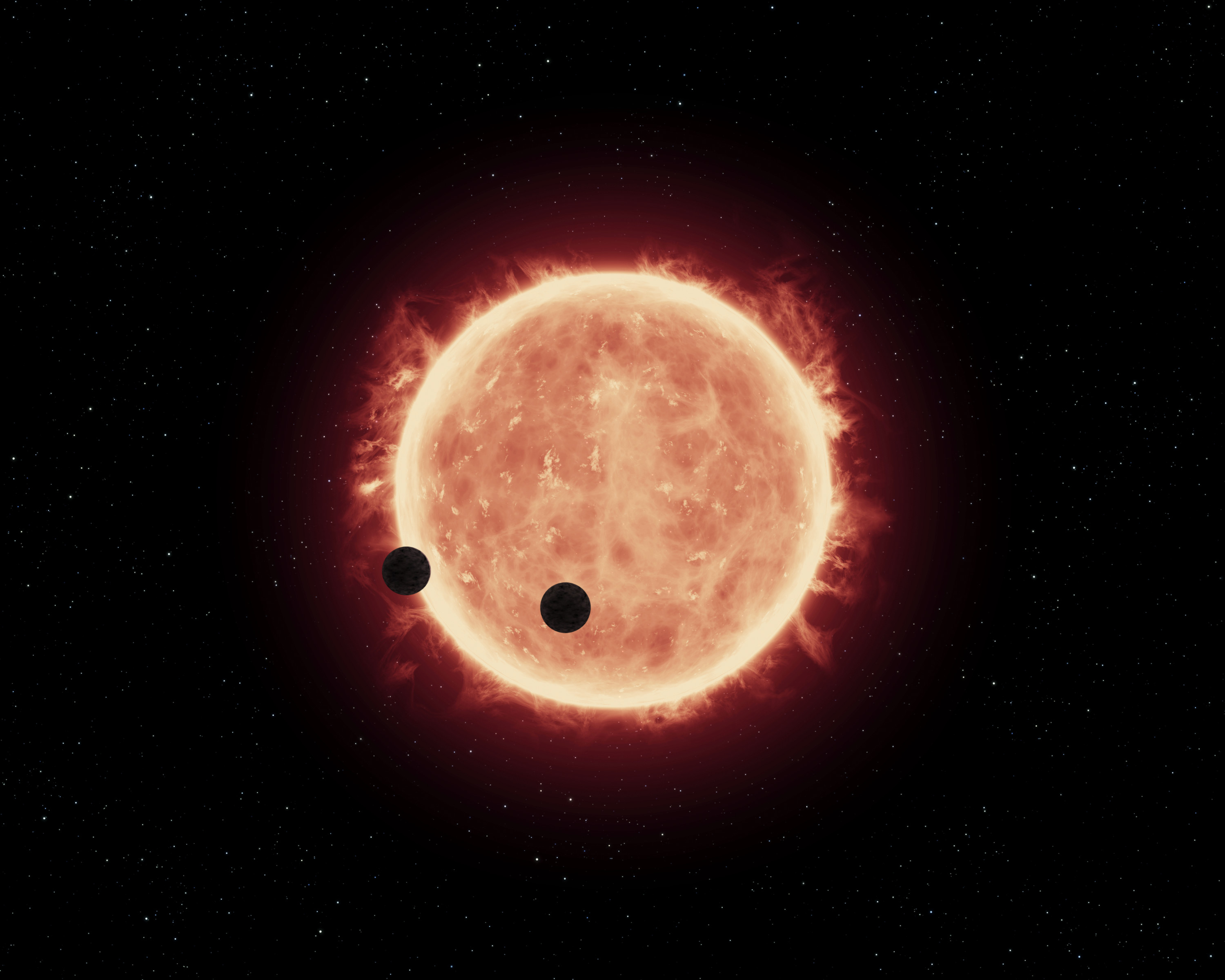
TRAPPIST-1の手前でトランジット（通過）を起こす惑星の想像図。主星面の手前を通過する太陽系外惑星の大気を通じて地球へ届く光を分光観測することで大気組成を明らかにすることができる。

TRAPPIST-1系は惑星同士が比較的近接していること、主星がとても小さいこと、そして毎日のようにトランジット（通過）を起こす整列した軌道により、TRAPPIST-1系の惑星の大気は透過分光法調査の好ましいターゲットとされている。
2016年5月4日、bとcが共に同時にトランジットを起こした。その際にハッブル宇宙望遠鏡の観測によって得られたbとcの結合された透過スペクトルから、それぞれの惑星の大気は水素が支配的で雲が存在しないような大気ではないとされ、広がったガスの外層（エンベロープ）を持つ可能性は低いとみられる。
一方で別の研究では、この2つの惑星の周りには水素から成る大気があり、その外気圏は最大で惑星半径の7倍にまで達している可能性も示唆されている。
さらに、大気の分光サーベイ観測によって、主星に最も近いbには、水蒸気による気圧が101から104 barにもなり、暴走温室効果が起きている事が判明している。cからfまでの4惑星では、ガス惑星のような水素やヘリウムで満たされた大気は存在しなかったが、gにおいてはその可能性を完全に排除するほどの十分なデータは得られなかった。アストロバイオロジーセンターの堀安範と国立天文台の荻原正博は、各惑星が周囲の原始惑星系円盤ガス由来の水素・ヘリウムに富む「一次大気」を過去に獲得したか、またそれを現在まで保持可能かについて惑星形成論の観点から検証し、惑星形成段階において各惑星が質量の0.01%から数%程度の一次大気を獲得した可能性があるが、数億年間にわたってTRAPPIST-1からのX線や紫外線に晒されることで全て散逸してしまうという結果を得た。このことから、TRAPPIST-1の各惑星が現在も大気を保持しているとすれば、それは惑星形成後に地質活動や天体衝突によって獲得した「二次大気」である可能性が高いとしている。
ジェームズ・ウェッブ宇宙望遠鏡や欧州超大型望遠鏡などによる将来の観測から、TRAPPIST-1の惑星の大気における温室効果ガスの含有量を調べることができるようになり、表面の状態をより正確に推測できるようになる。また、これらの惑星の大気中からメタンやオゾンといった地球外生命の存在を示唆する指標となる生命存在指標（バイオシグナチャー）を検出できる可能性がある。2020年の時点で、TRAPPIST-1はジェームズ・ウェッブ宇宙望遠鏡を用いた透過分光観測の最も有望なターゲットであるとみなされている。

## 居住性と生命の可能性

### 恒星の活動が居住性に与える影響
K2ミッションでのケプラー宇宙望遠鏡の観測期間中に、TRAPPIST-1が何回かフレアを起こしていることが判明した。そのうち最も大規模のフレアは、太陽で観測された最大級のフレアであるキャリントン・イベントに匹敵するレベルだった。TRAPPIST-1系の惑星は地球よりも主星にはるかに近い軌道を回っているため、このようなフレアは、惑星において地球上で最も強力な磁気嵐よりも10〜10000倍強い磁気嵐を生じさせる可能性がある。フレア放出に伴って放出される放射線による直接的な危害に加えて、定期的なフレア放出は惑星大気の化学組成を変化させ、長期に渡って大気を失わせる可能性がある。十分に強い磁場を持っていれば、惑星大気はそのようなフレアによる有害な影響から保護されるが、地球のような太陽系外惑星がその影響から守られるには10～1,000 Gの磁束密度が必要となる（比較として、地球の磁場の磁束密度は約0.5 G程度である）。2020年の研究では、TRAPPIST-1がスーパーフレア（ここでいうスーパーフレアとはキャリントン・イベントの2倍、少なくとも1026 J以上のエネルギー放出があるものと定義される）を起こす割合は4.2+1.9
−0.2回/年であると求められ、惑星の大気中に含まれるオゾンを永久に失わせるほどの頻度ではないとされた。

### 惑星間パンスペルミアの確率
仮に、TRAPPIST-1系の環境が生命の存在を支えられるような環境であれば、いずれかの惑星で自然発生を通じて発達したある生命が、TRAPPIST-1系の他の惑星に広がる可能性がある。このような、ある惑星から別の惑星へと生命が移動しうることを提唱する仮説はパンスペルミア説と呼ばれる。ハビタブルゾーン内に位置する惑星の間隔が最も狭いときで約0.01 au（約150万 km）しかないため、生命がある惑星から別の惑星へ移動する確率は太陽系と比べて大幅に高くなる。TRAPPIST-1系において惑星間パンスペルミア説が実現する可能性は、地球・火星間におけるパンスペルミア説の実現可能性と比較すると約10,000倍高いと考えられている。

### 無線信号の捜索
2017年2月、SETI協会に在籍している天文学者セス・ショスタックは「SETI協会は2016年にアレン・テレスコープ・アレイを使用してTRAPPIST-1の周囲を観察し、（知的生命体が発する）信号を捜索するために100億の無線チャネルを調べたが、そのような電波の送信は検出されなかった」と述べている。より精度の高いグリーンバンク望遠鏡を用いた観測でも、電波が送信されている証拠は得られなかった。

## その他の発見

### 更なる惑星の可能性
CAPSCamカメラを使用した研究では、TRAPPIST-1系には1年の公転周期を持つ木星の4.6倍以上の質量を持つ惑星、または5年の公転周期を持つ木星の1.6倍以上の質量を持つ惑星は存在しないと結論づけられている。しかし、この研究を行った天文学者はTRAPPIST-1系の未だに解析されていない領域、特にこの惑星系において惑星が中間程度の公転周期を持つことになる領域には未確認の惑星が存在している余地は残されているとしている。
2018年には、惑星hの外側に公転周期が25.345日または28.699日の未確認の惑星TRAPPIST-1iの存在が予測された。この他にも、2019年に惑星hの外側と惑星bの内側に惑星の存在が予測されている。

### 衛星の可能性
天文学者Stephen R. Kaneがアストロフィジカルジャーナル・レターズに投稿した論文では、TRAPPIST-1系の惑星が大型の衛星を持つ可能性は低いと述べられている。例えば、地球の約27%の半径を持つ月は地球の約7.4%の表面積（この値がトランジット発生時の主星の減光率となる）を持ち、仮に惑星に対してこれほどの規模を持つ惑星が存在していればトランジット法での観測で存在がすでに指摘されている可能性がある。Kaneは、論文内にて半径が200～300 km程度の小型の衛星は検出できないだろうと述べている。
Kaneによる理論的レベルでは、TRAPPIST-1系の中で内側を公転している惑星が衛星を持つには、惑星が非常に大きな密度を持つ必要があることが判明した。これは、惑星から受ける重力が恒星から受ける潮汐力よりも強いため、衛星が惑星の周囲を公転できる領域の外縁と定義されているヒル半径と、惑星から受ける潮汐力が衛星自身の重力よりも強くなることで衛星が粉砕されてしまう地点（すなわち衛星が安定して公転できる領域の内縁）であるロッシュ限界との比較に基づいている。ただしこれらの制約は、重力ではなく化学的な力によって保持されている小さな粒子からなる環のような構造には適用されない。惑星のヒル半径 {\displaystyle R_{H}} は以下のようにして導出される。{\displaystyle a_{p}} は惑星の軌道長半径、{\displaystyle M_{p}} は惑星の質量、{\displaystyle M_{s}} は主星の質量を指す。
{\displaystyle R_{H}=a_{p}{\sqrt[{3}]{\frac {M_{p}}{3M_{s}}}}}
そして、惑星のロッシュ限界 {\displaystyle R_{R}} は、惑星の半径 {\displaystyle R_{p}}と惑星の密度 {\displaystyle \rho _{p}}、衛星の密度 {\displaystyle \rho _{m}} を用いて以下の式から近似することができる。
{\displaystyle R_{R}\approx 2.44R_{p}{\sqrt[{3}]{\frac {\rho _{p}}{\rho _{m}}}}}
| 惑星 | {\displaystyle M_{p}} （M⊕） | {\displaystyle R_{p}} （R⊕） | {\displaystyle \rho _{p}} （ρ⊕） | {\displaystyle a_{p}} （au） | {\displaystyle R_{H}} （×10−3au） | {\displaystyle R_{R}} （×10−3au） | {\displaystyle R_{H}/R_{R}} |
| ---- | ---------------------------- | ---------------------------- | -------------------------------- | ---------------------------- | --------------------------------- | --------------------------------- | --------------------------- |
| b    | 1.374                        | 1.116                        | 0.987                            | 0.01154                      | 0.28660                           | 0.14159                           | 2.024                       |
| c    | 1.308                        | 1.097                        | 0.991                            | 0.01580                      | 0.36842                           | 0.13937                           | 2.643                       |
| d    | 0.388                        | 0.788                        | 0.792                            | 0.02227                      | 0.36286                           | 0.09290                           | 3.906                       |
| e    | 0.692                        | 0.920                        | 0.889                            | 0.02925                      | 0.57797                           | 0.11273                           | 5.127                       |
| f    | 1.039                        | 1.045                        | 0.911                            | 0.03849                      | 0.87089                           | 0.12909                           | 6.746                       |
| g    | 1.321                        | 1.129                        | 0.917                            | 0.04683                      | 1.14789                           | 0.13977                           | 8.213                       |
| h    | 0.326                        | 0.755                        | 0.755                            | 0.06189                      | 0.95156                           | 0.08761                           | 10.861                      |

ただしヒル半径もあくまで近似値であり、衛星が公転できる領域の最も外側の限界は恒星からの摂動効果などによっては小さくなることがある。このヒル半径がどれほど小さくなるかを示した係数を、減少係数（Reduction factor）と呼び、Kaneは一般的な惑星系では1/3、TRAPPIST-1系では1/4になると概算している。このことから、{\displaystyle R_{H}/R_{R}} の値が4未満になる惑星には衛星の存在が期待されない。さらに、惑星との潮汐相互作用によって、惑星の自転から衛星の軌道へのエネルギーの移動が発生し、衛星が時間の経過とともに安定した領域を離れる原因となる可能性がある。これらの理由から、TRAPPIST-1系の外側にある惑星でさえ衛星を持っている可能性は低いと考えられている。

## ギャラリー

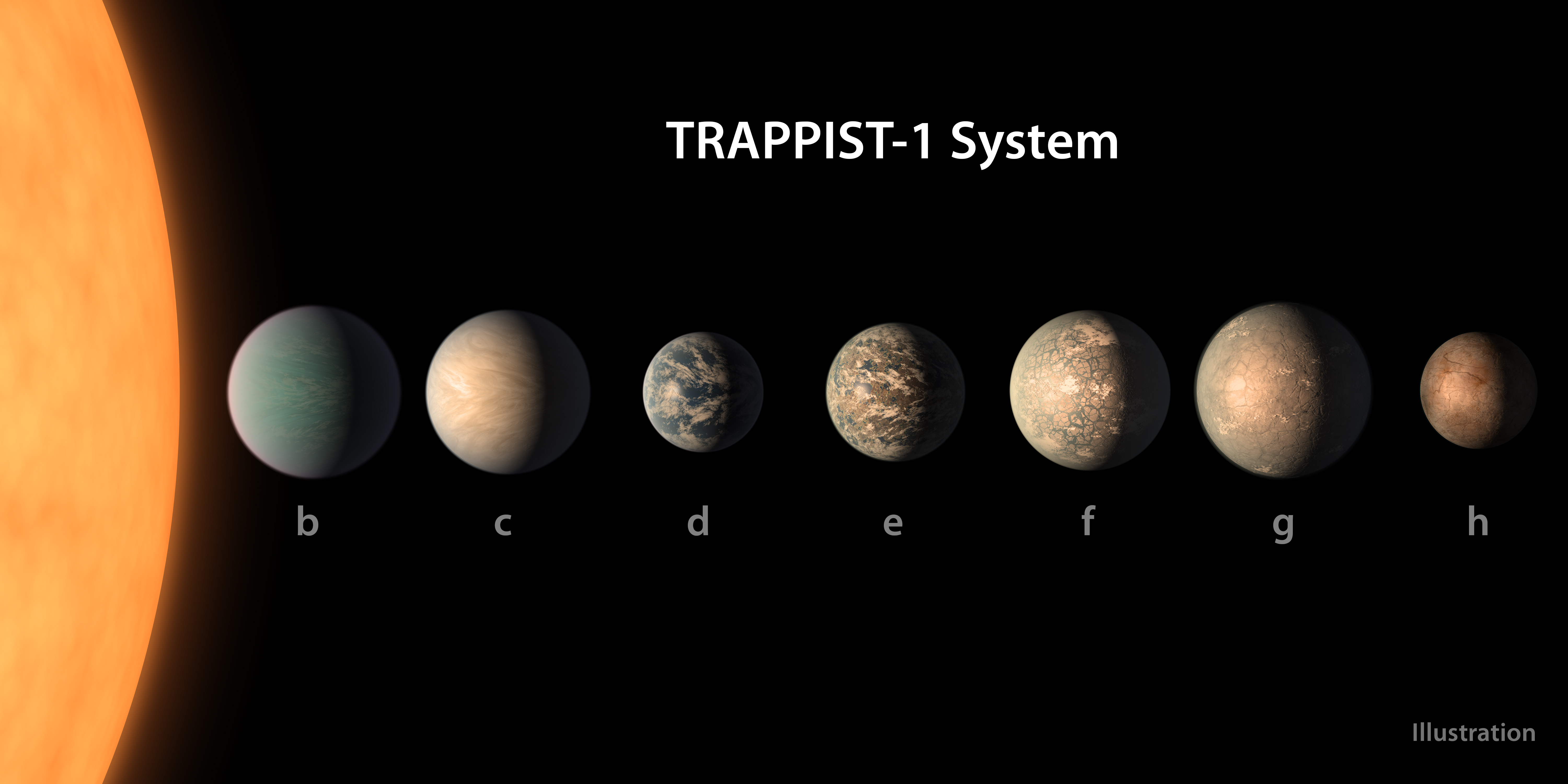
TRAPPIST-1系の惑星の想像図
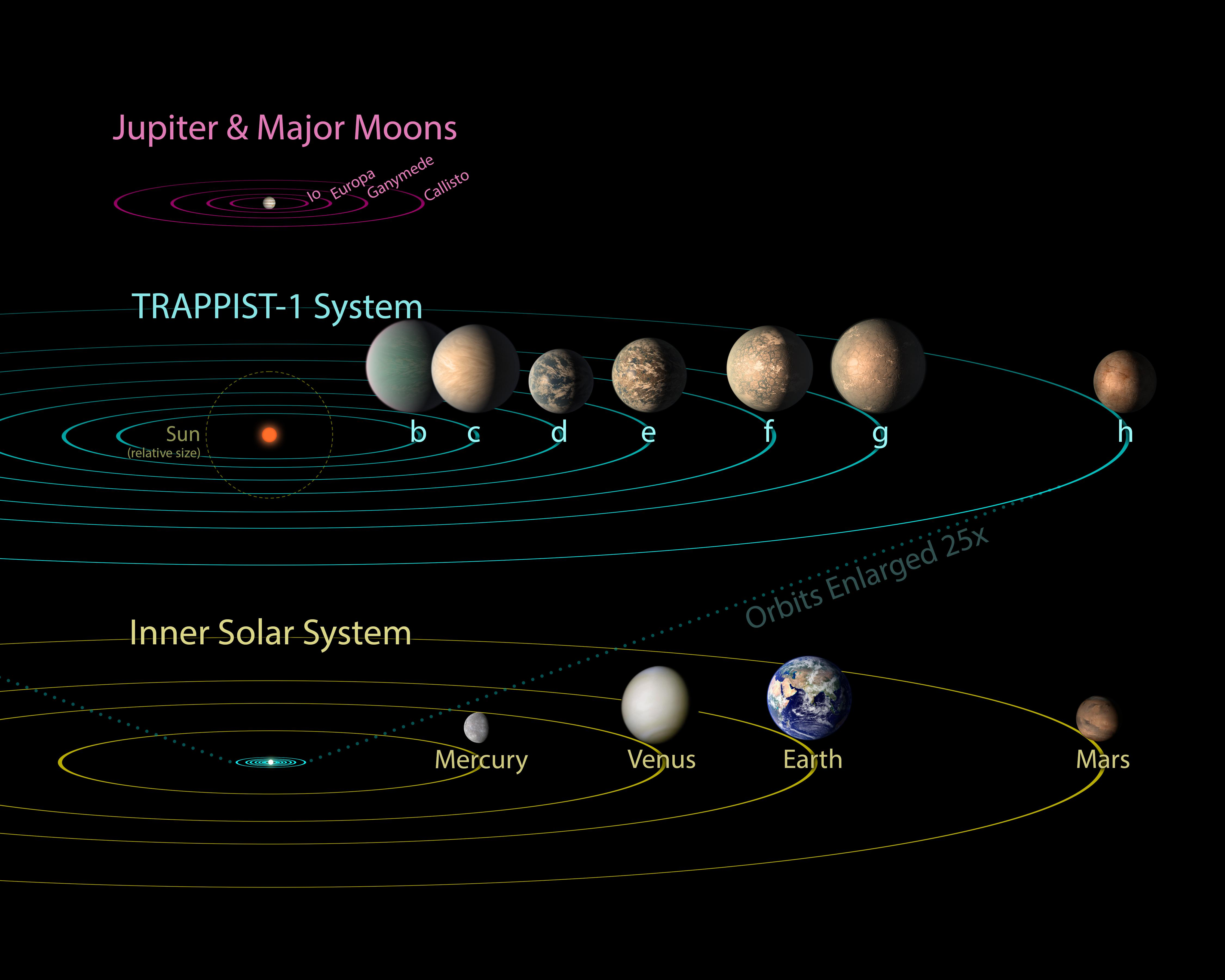
太陽系と比較したTRAPPIST-1系の惑星の軌道の比較。7つの惑星は全て、太陽系における水星軌道以内に収まっている[22]。
- 動画 (01:32) – TRAPPIST-1の手前を通過する惑星による見かけの明るさの変化
- 動画 (01:10) – TRAPPIST-1系の惑星の接近イメージ動画